# Ximo Enguix
Joaquín Enguix Pachés (Tavernes de Valldigna, Valencia, España, 18 de febrero de 1978), conocido como Ximo Enguix, es un exfutbolista y entrenador español. Jugaba de centrocampista. Fue entrenador de la S. D. Sueca, equipo en el que disputó sus dos últimas temporadas como futbolista, de la U. E. Gandia, del Silla C. F. y del C. F. Torre Levante Orriols.

## Clubes

### Como jugador
| Club                       | País   | Año       |
| -------------------------- | ------ | --------- |
| Valencia C. F. Mestalla    | España | 1997-2003 |
| U. D. Salamanca            | España | 2003      |
| R. C. Recreativo de Huelva | España | 2003-2004 |
| Club Polideportivo Ejido   | España | 2004-2005 |
| Real Sporting de Gijón     | España | 2005-2006 |
| Rayo Vallecano de Madrid   | España | 2006-2009 |
| C. D. Castellón            | España | 2009-2010 |
| U. D. Melilla              | España | 2010-2011 |
| C. D. Toledo               | España | 2011-2012 |
| S. D. Sueca                | España | 2012-2014 |

### Como entrenador
| Club                        | País   | Año       |
| --------------------------- | ------ | --------- |
| S. D. Sueca                 | España | 2014-2015 |
| U. E. Gandia                | España | 2015-2016 |
| Silla C. F.                 | España | 2017-2018 |
| C. F. Torre Levante Orriols | España | 2018-2019 |